# Orgie
Et orgie er en gruppeaktivitet som indebærer tøjlesløs opførsel. I dag bruges ordet oftest om gruppesex, men kan også omhandle vold, mad eller drikke ("ædegilder") eller en hvilken som helst blanding af disse.
| Sex | Spire Denne artikel om sex eller sexologi er en spire som bør udbygges. Du er velkommen til at hjælpe Wikipedia ved at udvide den. |